# Вила-Франка (Азорские острова)
Вила-Франка (порт. Ilhéu de Vila Franca) — необитаемый вулканический остров в составе Азорских островов. Находится в 0,5 км к югу от острова Сан-Мигел, возле деревни Вила-Франка-ду-Кампу. Площадь 95 га (из которых 62 являются подводными). С 1993 года — природный заповедник.
Вила-Франка — один из самых популярных летних мест отдыха. Он привлекает людей своей природной красотой. Лодки к Сан-Мигелу курсируют с июня по сентябрь. На острове расположено несколько пляжей, предоставлены условия для занятий всеми видами водного спорта.
Остров представляет собой естественный бассейн, состоящий из затопленного котла вулкана с максимальной глубиной 20 м. Он имеет форму большого полукруга, создавая своеобразный атолл. Флора и фауна представлена несколькими видами, для сохранения которых и был создан заповедник.